# Гірське озеро Росохан (пам'ятка природи)

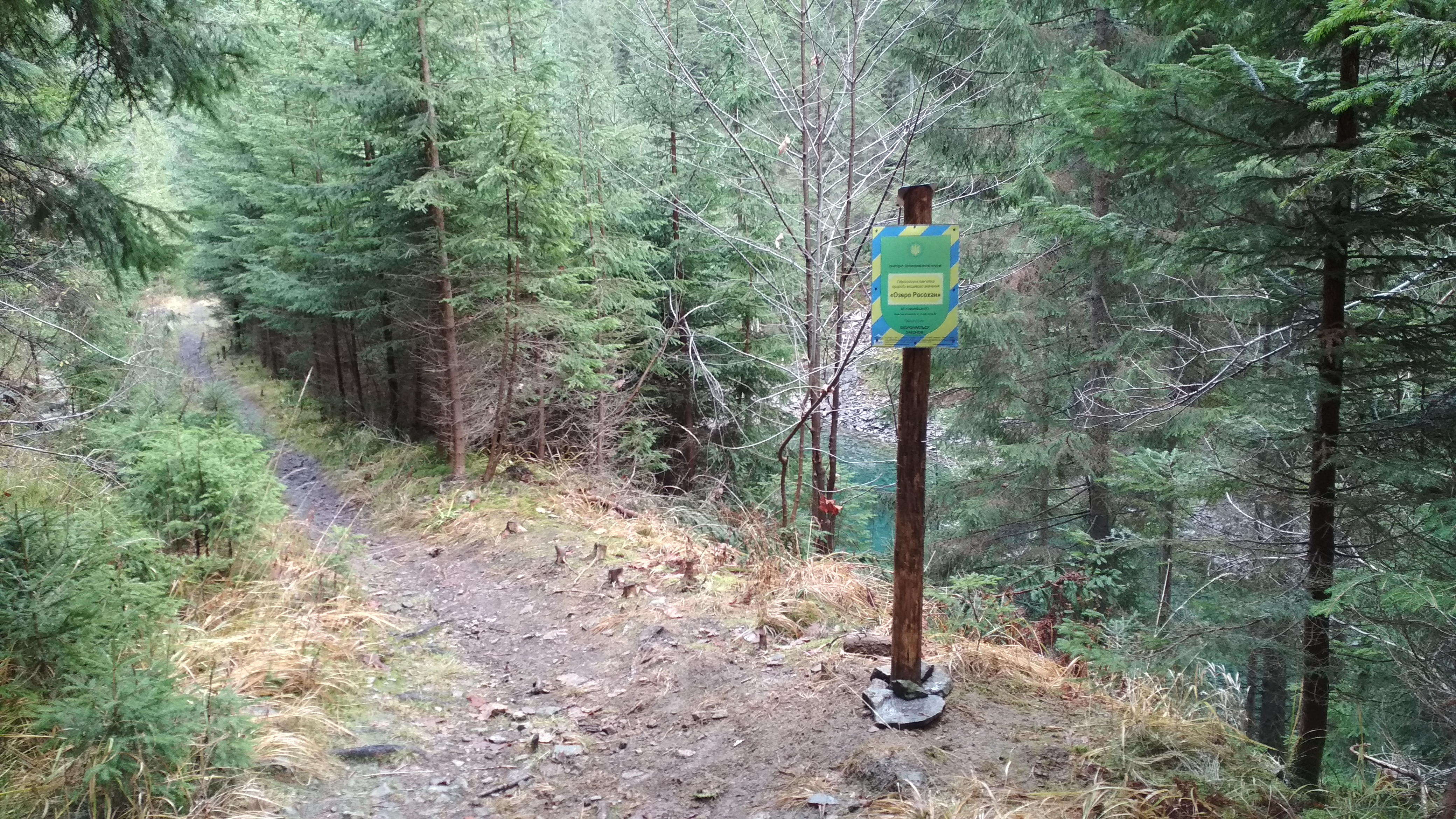
Охоронний аншлаг (лист 2020)

Гірське́ óзеро Росоха́н — гідрологічна пам'ятка природи місцевого значення в Україні, в гірському масиві Ґорґани, на схилах хребта Аршиця. Розташована в межах Калуського районуІвано-Франківської області, на північний захід від села Осмолода.
Площа природоохоронної території 4,7 га. Статус надано 1972 року. Перебуває у віданні ДП «Осмолодське лісове господарство».
Охоплює озеро Росохан і прилеглу територію. Озеро завального походження, незаросле, характерне для Ґорґан. Має еліптичну форму і живиться за рахунок атмосферних опадів. Розташоване у кам'яній, позбавленій дерев «чаші», яка підноситься на 3—5 метрів над поверхнею води, поросла зеленими мохами з переважанням виду діакранум та невисокими травами.

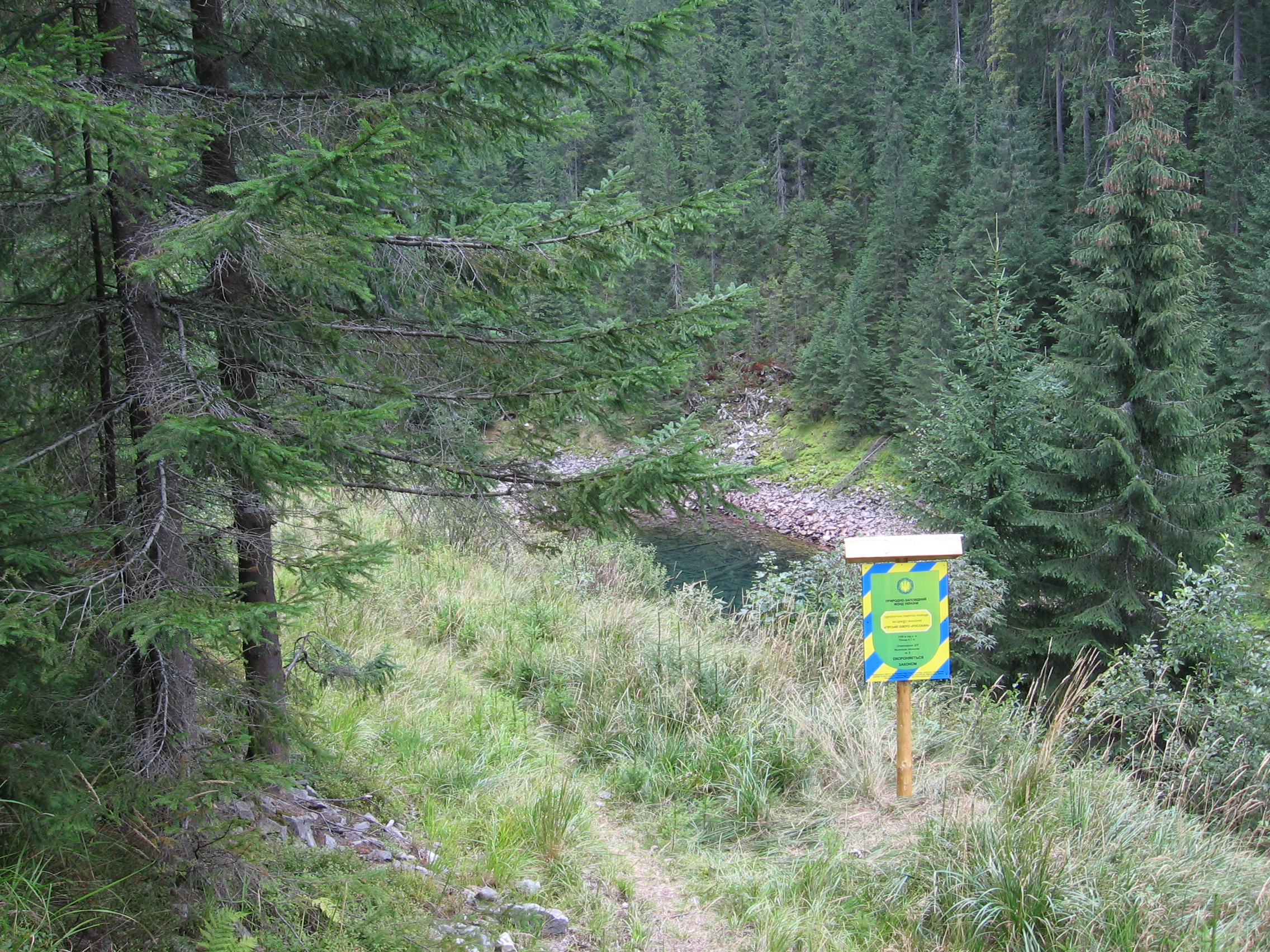
Озеро Росохан

## Флора
Травостій утворюють типові лісові види, притаманні карпатським лісам: щитник австрійський, фегоптерис з'єднуючий, а також представники високогір'я, зокрема, фіалка двоквіткова, яка утворює значні популяції. Серед видів, що характерні для вологих лісів, тут трапляються голокучник дубовий, плаун колючий, адокса мускусна.

## Фауна
Фауна урочища цікава й різноманітна. Тут трапляються дикі свині, сарна європейська, благородний олень, заєць-русак, лисиця та декілька видів гризунів з родини мишачих. З птахів: вівчарик-ковалик, королик червоноголовий, сіра мухоловка та мухоловка-білошийка, снігур, кропивник, жовта та гірська плиски, яструб великий та канюк звичайний. Трапляються плазуни: ящірка живородна та прудка, гадюка звичайна; амфібії: кумка жовточерева, саламандра, тритон альпійський.
Фауна безхребетних дуже багата та різноманітна. Жуки представлені такими видами: туруни родів птеростіхи та 20 інших видів, бігунчик, златка, жук-ковалик, листоїд, корівка та довгоносик.[джерело?] На північно-східному схилі озера у великій кількості трапляється цикадка циркопсис червоноплямистий (24—71 екз./кв.м), одноденка, метелики ріпниця та синявцеві.[джерело?] Біля плеса можна спостерігати вогнецвітку багряну, ручейника великого, одноденку двохвосту.

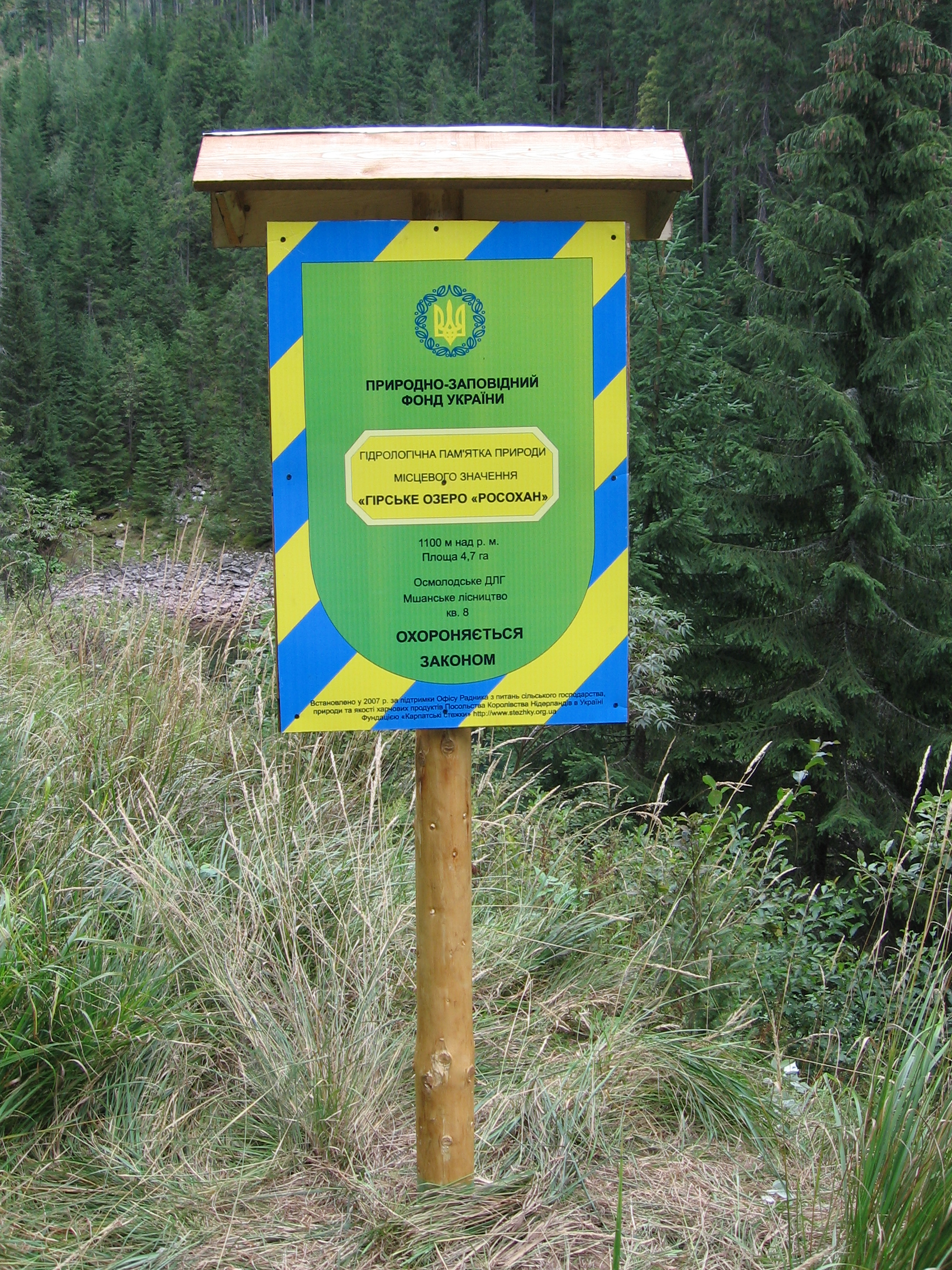
Охоронний аншлаг

## Догляд
У 2007 році громадською організацією «Карпатські стежки» за сприяння Посольства Королівства Нідерландів в Україні було встановлено охоронний знак.